# Say It Isn't So
Say It Isn't So è una canzone dei Bon Jovi, scritta da Jon Bon Jovi e Billy Falcon. È stata estratta come secondo singolo dal settimo album in studio del gruppo, Crush, nel luglio del 2000. Ha raggiunto la posizione numero 10 nel Regno Unito, la numero 9 in Australia e la numero 23 in Italia.
Si distingue dagli altri brani dei Bon Jovi per essere l'unico in cui è presente un assolo di tastiere di David Bryan, anziché quello solito alla chitarra eseguito da Richie Sambora. Un esempio di ciò lo sia ha anche nelle esibizioni della canzone dal vivo, come in quella presente nel DVD The Crush Tour.

## Video musicale
Il video musicale delle canzone vede la partecipazione di diversi personaggi del mondo dello spettacolo, come Claudia Schiffer, Arnold Schwarzenegger, Emilio Estevez e Matt LeBlanc, oltre che ovviamente gli stessi Bon Jovi mentre eseguono il brano. Il video è ambientato in degli studi cinematografici di Hollywood e, durante la sua durata, le scene si spostano in diversi set.
Il video è ispirato al film comico Mezzogiorno e mezzo di fuoco di Mel Brooks.

## Formazione

### Bon Jovi
- Jon Bon Jovi - voce, chitarra
- Richie Sambora - chitarra solista, cori
- David Bryan - tastiere, cori
- Tico Torres - batteria

### Altro personale
- Hugh McDonald - basso

## Tracce
Maxi singolo Pt. 1
1. Say It Isn't So – 3:33 (Jon Bon Jovi, Billy Falcon)
2. Ordinary People (Demo) – 4:07 (Bon Jovi, Richie Sambora, David Bryan)
3. Welcome to the Good Times (Demo) – 4:16 (Bon Jovi)
4. Livin' on a Prayer (Live) – 5:47 (Bon Jovi, Sambora, Desmond Child)
5. Rome Worldwide Album Launch (Video)
6. Bon Jovi Crush B Roll Footage (Video)

Maxi singolo Pt. 2
1. Say It Isn't So – 3:33 (Bon Jovi, Falcon)
2. Ain't No Cure For Love (Demo) – 4:47 (Bon Jovi, Sambora, Richard Supa)
3. Stay (Demo) – 4:05 (Bon Jovi, Sambora)
4. It's My Life (Live) – 4:16 (Bon Jovi, Sambora, Max Martin)
5. Keep the Faith (Live Video) – 8:32 (Bon Jovi, Sambora, Child)
6. Bon Jovi Crush B Roll Footage (Part 2) (Video)

Le tracce dal vivo sono state registrate al Wembley Stadium di Londra, Inghilterra, nel giugno del 1995.

## Classifiche
| Classifica (2000) | Posizione massima |
| ----------------- | ----------------- |
| Australia         | 9                 |
| Austria           | 22                |
| Belgio (Fiandre)  | 45                |
| Belgio (Vallonia) | 4                 |
| Germania          | 35                |
| Irlanda           | 16                |
| Italia            | 23                |
| Paesi Bassi       | 24                |
| Regno Unito       | 10                |
| Spagna            | 13                |
| Svezia            | 35                |
| Svizzera          | 58                |